# AJ McLean
Alexander James „AJ” McLean (ur. 9 stycznia 1978 w West Palm Beach) – członek amerykańskiego boysbandu Backstreet Boys.

## Życiorys
Urodził się w West Palm Beach na Florydzie jako syn Denise (z domu Fernandez, potem Solis) i Boba McLeana. Jego przodkami byli Niemcy, Anglicy, Kubańczycy i Szkoci. Kiedy skończył cztery lata, ojciec zostawił matkę i jego rodzice rozwiedli się. Wychowywała go matka i jego dziadkowie – Ursula i Adolph Fernandez. Od szóstego roku życia dorabiał, występując na pokazach mody. Podczas jednego z takich pokazów odkrył go reżyser dziecięcej sztuki Królewna Śnieżka i siedmiu krasnoludków.
Mając osiem lat debiutował na ekranie jako młody Mike Strauber w filmie Truth or Dare? (1986). Grał następne role w teatrze Bocarton na Południowej Florydzie. Przez pięć lat trenował taniec. W wieku dwunastu lat przeniósł się z rodziną do Orlando i pobierał przez cztery lata lekcje aktorstwa. Miał czternaście lat, kiedy podczas konkursu młodych talentów poznał Howiego Dorougha i zaczęli brać te same lekcje śpiewu. Podczas następnych przesłuchań poznali Nicka Cartera i postanowili założyć zespół.
Odkąd zaczęła się kariera Backstreet Boys, A.J. porzucił liceum i zaczął brać prywatne lekcje. Jego nauczycielka – Kim, uczyła się razem z nim w trasie.
Spotykał się z Amandą Latona z zespołu Innosense.
W 2001 spędził miesiąc w klinice odwykowej, zamierzając wygrać bitwę z uzależnieniem od alkoholu i zwalczyć depresję.
17 grudnia 2011 poślubił swoją partnerkę Rochelle Karidis, zaś 27 listopada 2012 roku na świat przyszła ich córka Ava Jaymes. 19 marca 2017 urodziła się ich druga córka Lyric Dean.

## Dyskografia
- Have It All (2010)